# Balltze

Cheems ritratto durante una marcia LGBT a Breslavia, in Polonia.

Balltze (波子S; Hong Kong, 9 gennaio 2011 - Hong Kong, 18 agosto 2023), chiamato Ball Ball dai suoi proprietari, è stato un cane di razza Shiba Inu celebrità di Internet conosciuto come soggetto di vari meme in cui veniva soprannominato Cheems.

## Biografia
Nato a Hong Kong il 9 gennaio 2011, Balltze venne adottato all'età di un anno dalla stilista Kathy di Kowloon. Il fratello di Kathy gli diede successivamente il nome di Ramune, un soft drink giapponese in cui una biglia di vetro nel collo della bottiglia viene premuta per far uscire il gas e poi la bevanda. Era conosciuto come Ball Ball dai suoi proprietari.

### Malattia e morte
Nel maggio 2022 gli venne diagnosticata una pancreatite. Si riprese a giugno. Nel maggio 2023, i suoi proprietari riferirono che Balltze aveva gravi problemi respiratori. Aveva il cancro e stava subendo la toracocentesi (il drenaggio del liquido dal petto) quando morì il 18 agosto 2023, all'età di 12 anni.

## Il fenomeno di Internet "Cheems"
Il meme è stato pubblicato per la prima volta nel subreddit r/dogelore su Reddit nel giugno 2019. L'immagine utilizzata per il meme è stata caricata originariamente sull'account Instagram di Balltze nel 2017 e lo mostra seduto sul pavimento.
Cheems è presente anche nel meme "Swole Doge vs. Cheems" in cui una versione muscolosa di Doge rappresenta qualcosa considerato migliore in passato, e Cheems rappresenta il suo stato attuale e peggiore. Il meme è diventato virale a metà del 2020, durante la pandemia di COVID-19. In un altro formato meme, Godzilla e King Kong rappresentano due concetti in competizione, mentre Cheems armato di mazza da baseball è il terzo concetto vincente, che scaccia gli altri due.
Nel 2020 circolò un altro meme, in cui Cheems colpisce un altro cane con una mazza da baseball provocando l'onomatopea "bonk", mentre dice "go to horny jail"; il meme venne pubblicato in risposta a messaggi sessualmente allusivi. Il giornalista del The Guardian Caleb Quinley notò questa immagine durante le proteste contro il colpo di Stato in Myanmar del 2021.
Cheems apparse in molti altri meme nel mondo spagnolo, tra cui "no puede ser" ("Non può essere") e "me da amsiedad" ("Mi mette ansia"). Nel 2021, l'emittente pubblica spagnola RTVE scrisse "Ciò che è chiaro è che un meme vale più di mille parole; Cheems e Doge ora fanno parte della cultura popolare di Internet, reinventandosi costantemente per illuminare i nostri giorni o metterci ai nostri posti."
Kathy inizialmente non capì i meme di Cheems per la loro natura surreale. Successivamente firmò accordi con una società di gestione e un'azienda statunitense di giocattoli, oltre a realizzare magliette per enti di beneficenza canini locali.
Vennero create criptovalute ispirate a Cheems come Cheems Inu e Cheemscoin. Parth Dubey dell'International Business Times scrisse che facevano parte di "una serie di aspiranti monete a tema cane" in competizione con il Dogecoin e la criptovaluta Shiba Inu.